# Carlos Llopis
Carlos Fernández Montero Llopis, conocido como Carlos Llopis (Madrid, 20 de enero de 1913-Madrid, 6 de abril de 1970), fue un dramaturgo español.

## Biografía
Autor coetáneo de Miguel Mihura y Enrique Jardiel Poncela, llegó a escribir cincuenta obras de teatro y cultivó sobre todo el género de la comedia sofisticada de tono burgués. Menos celebrado por la crítica literaria que los autores mencionados, en su época, sin embargo, estrenó obras aclamadas por el público, entre las que cabe mencionar Con la vida del otro (1947), Nosotros, ellas y el duende (1946), ¡Oh, doctor! (1950), La cigüeña dijo sí (1951), La vida en un bloc (1952), ¿De acuerdo, Susana? (1955), El amor tiene su aquel (1955), Por cualquier puerta del sol (1956), ¿Qué hacemos con los hijos? (1959) y Mi mujer, el diablo y yo (1962), algunas de ellas adaptadas al cine.
Autor también de revista, escribió por ejemplo el libreto de La cuarta de A. Polo (1951) y el de Oriente y accidente (1952), con el trío cómico Zori, Santos y Codeso.

## Filmografía
- El padre de la criatura (1972) sobre la obra La cigüeña dijo sí dir. Pedro Lazaga
- La familia hippie (1971) sobre la obra La cigüeña dijo sí dir. Enrique Carreras
- ¿Qué hacemos con los hijos? (1967) sobre la obra homónima dir. Pedro Lazaga
- Casi un caballero (1964) sobre la obra ¿De acuerdo Susana? dir. Pedro Lazaga
- La vida en un bloc (1956) sobre la obra homónima dir. Luis Lucia
- Escuela de rateros (1956) sobre la obra Con la vida del otro dir. Rogelio A. González
- La cigüeña dijo ¡Sí! (1955) sobre la obra homónima dir. Enrique Carreras
- Maldición gitana (1953) sobre la obra Más acá de El más allá dir. Jerónimo Mihura Santos.
- La culpa la tuvo el otro (1950) sobre la obra Con la vida del otro dir. Lucas Demare